# Mörtviken (Mälaren)

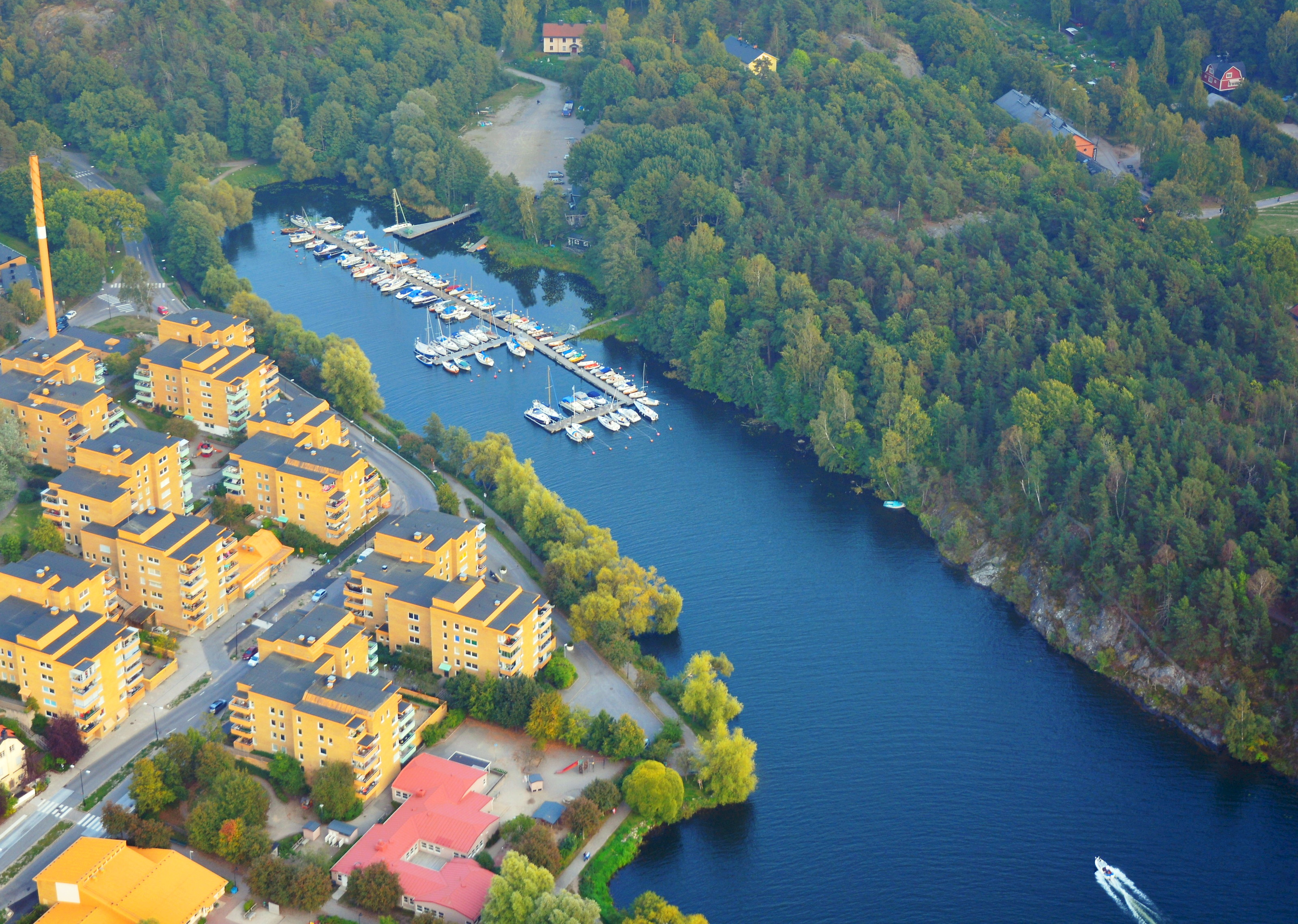
Mörtviken och de gula bostadshusen i Ekensberg.

Mörtviken är en vik av Mälaren och ett tillhörande område i stadsdelen Gröndal / Aspudden i Stockholm. Söder om Mörtviken ligger Vinterviken och mot Mörtvikens norra sida finns Ekensbergs gula bostadshus från 1980-talet.

## Historia

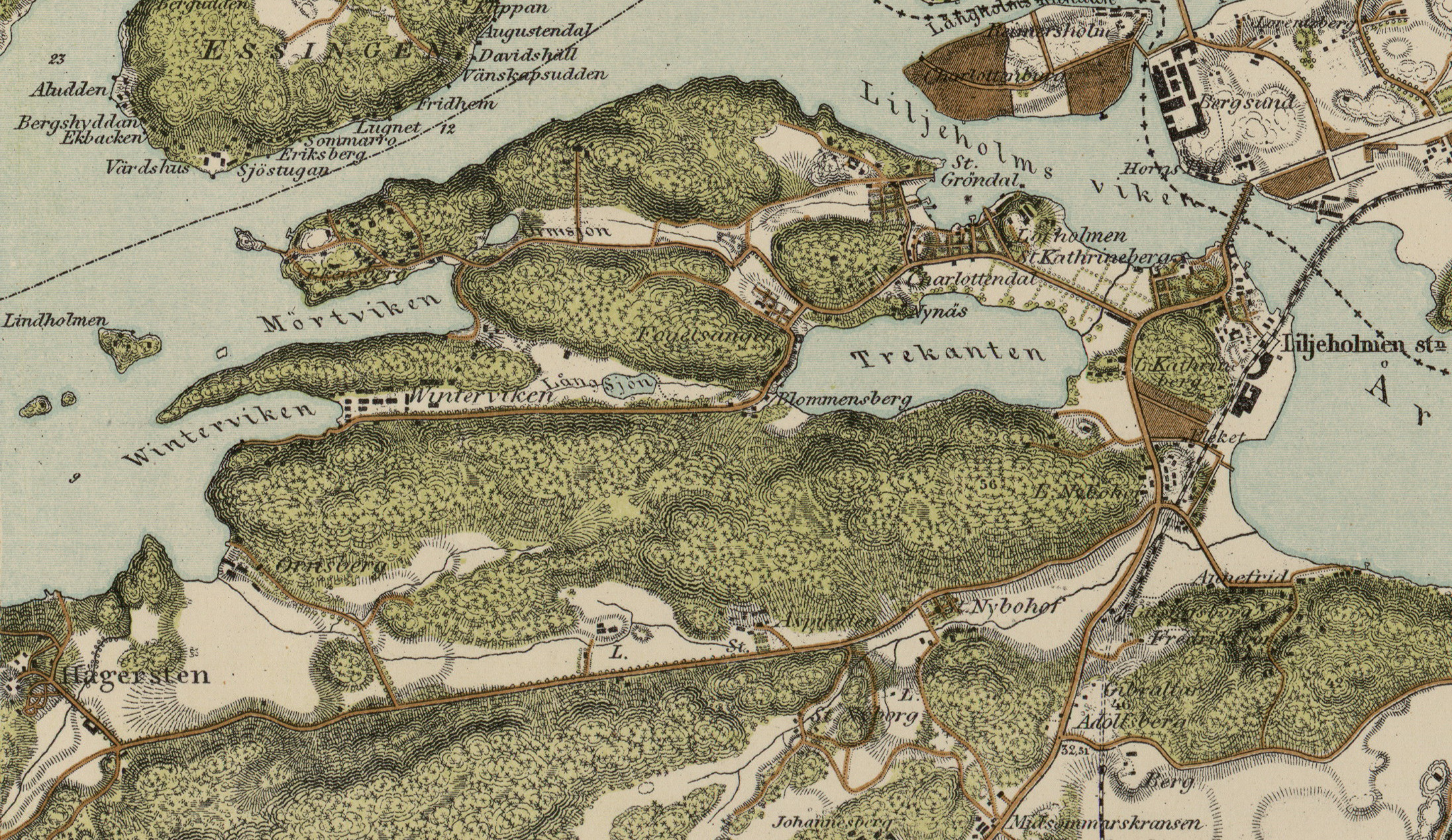
Mörtviken och Vinterviken 1861.

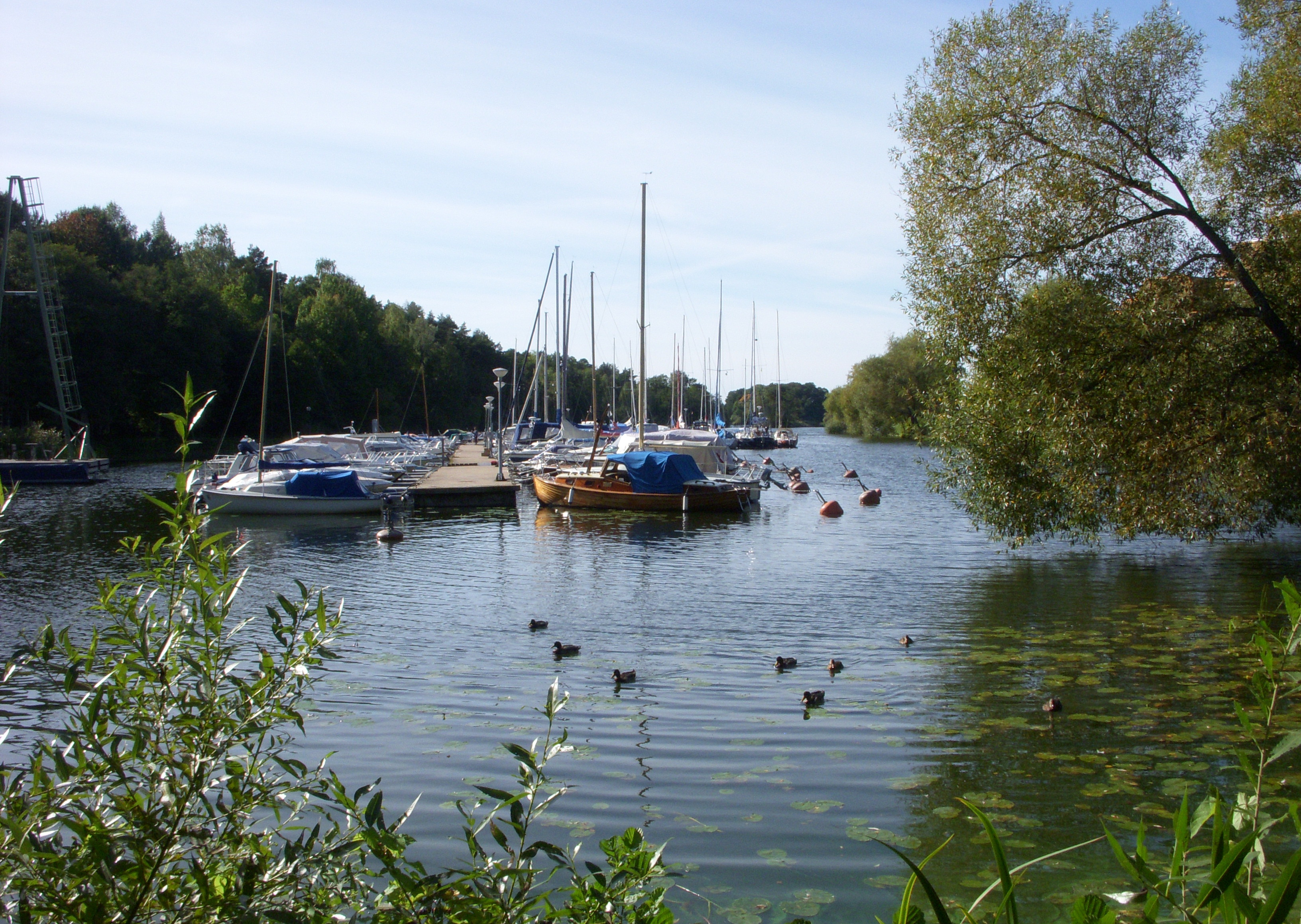
Mörtvikens marina på sommaren 2010.

Stockholmslandskapets många sprickdalar sträcker sig i öst-västlig riktning långt ifrån skärgården och in i Mälaren.  Mörtviken är liksom Vinterviken en sådan dalgång och båda hade en gång förbindelse med Liljeholmsviken och Årstaviken via sjön Trekanten. Denna förbindelse bröts för cirka 1 500 år sedan genom den postglaciala landhöjningen. Landhöjningen pågår fortfarande och Mörtvikens inre del är numera ett mindre träskområde. I Mörtvikens dalgång fanns även en liten sjö, kallad Ormsjön. Den har också försvunnit genom landhöjningen.

## Alfred Nobels verksamhet
År 1865 köptes området i Vinterviken av Alfred Nobel som flyttade hit från Heleneborg på Södermalm eftersom verksamheten där blev för farlig för allmänheten. I Vinterviken anlade han en fabrik och testverksamhet för tillverkning av framför allt Dynamit. I Mörtvikens dalgång, som förvärvades på 1870-talet, byggdes bostäder för fabrikens arbetare. Man valde denna plats av säkerhetsskäl, mellan bostäderna och Nobels farliga verksamhet ligger en skyddande bergsrygg. Som mest fanns här tre bostadshus, handelsbod, förråd, vedbod, flera utedass och några uthus.

## Mörtviken idag
Från Nobels tid finns idag bara två bostadshus kvar, dels en putsad tvåvåningsbyggnad kallad Rosa Villa och en tvåvånings träbyggnad kallad Gula Villan. Dessutom har två sexkantiga utedass och en lång rödmålad vedbod bevarats. Bebyggelsen är grönmärkt av Stadsmuseet i Stockholm vilket innebär ”att bebyggelsen har ett högt kulturhistoriskt värde och är särskilt värdefull från historisk, kulturhistorisk, miljömässig eller konstnärlig synpunkt”.
Vid Gröndalsvägen 152 finns ytterligare en byggnad med namnet Gula Villan, som är en av de sista arbetarbostäderna tillhörande Ekensbergs varv. 
På 1980-talet bebyggdes Mörtvikens norra del med gula bostadshus i den informella stadsdelen Ekensberg, där låg mellan 1873 och 1971 Ekensbergs varv. Längst in vid vikens södra strand ligger Ekensbergs Båtsällskap EBS som grundades 1924.

## Bilder

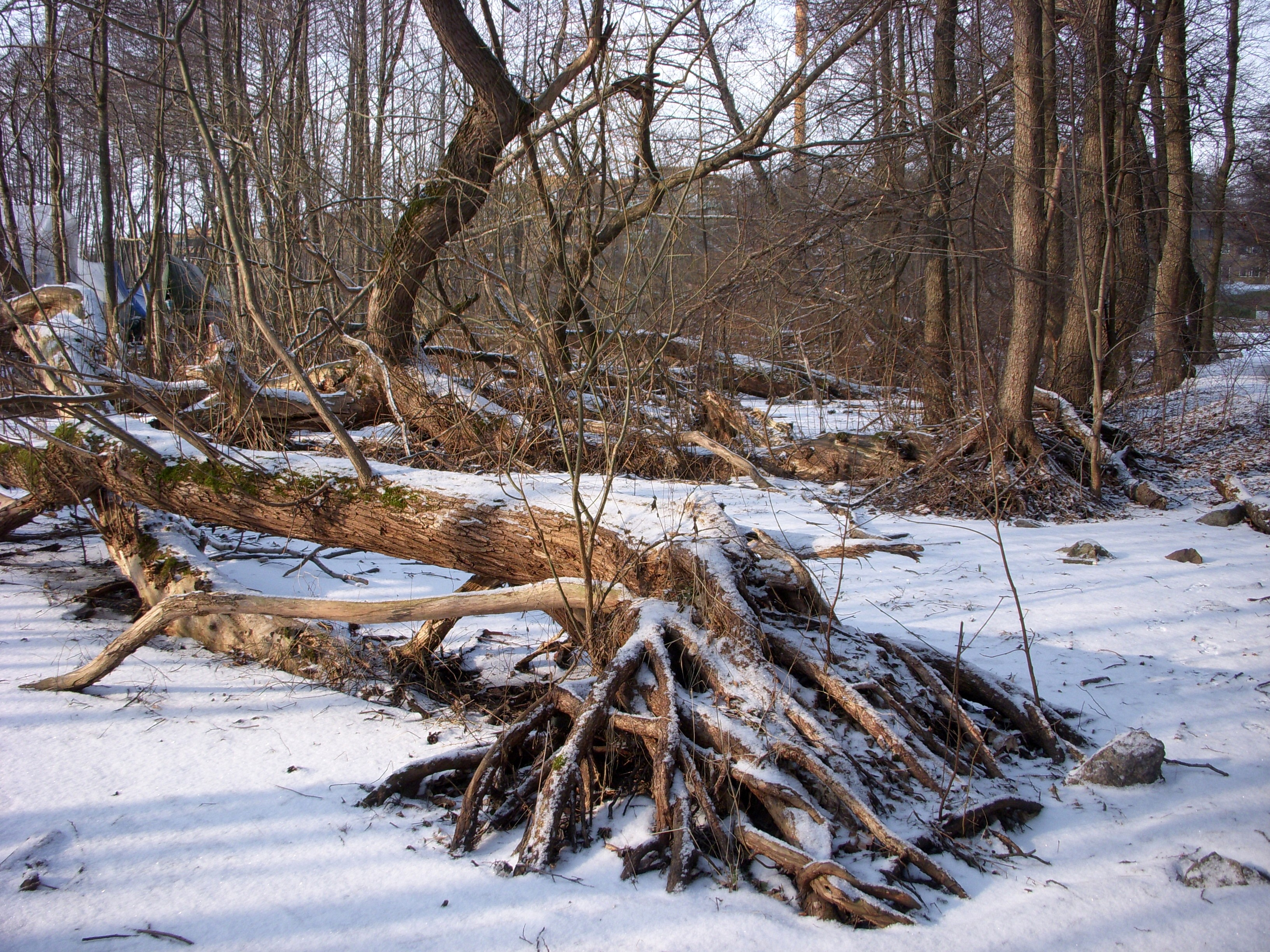
Träskområdet
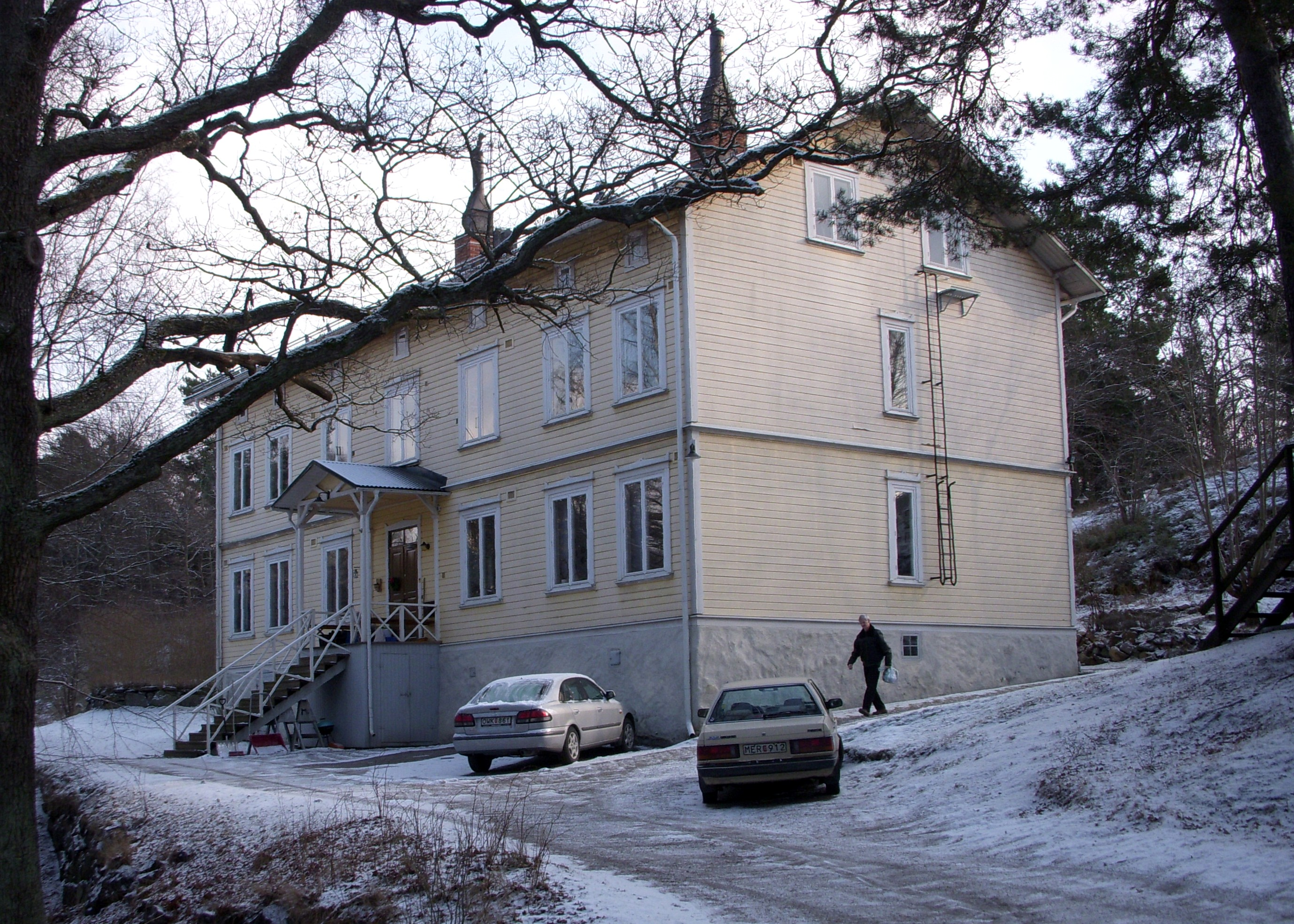
"Gula Villan"
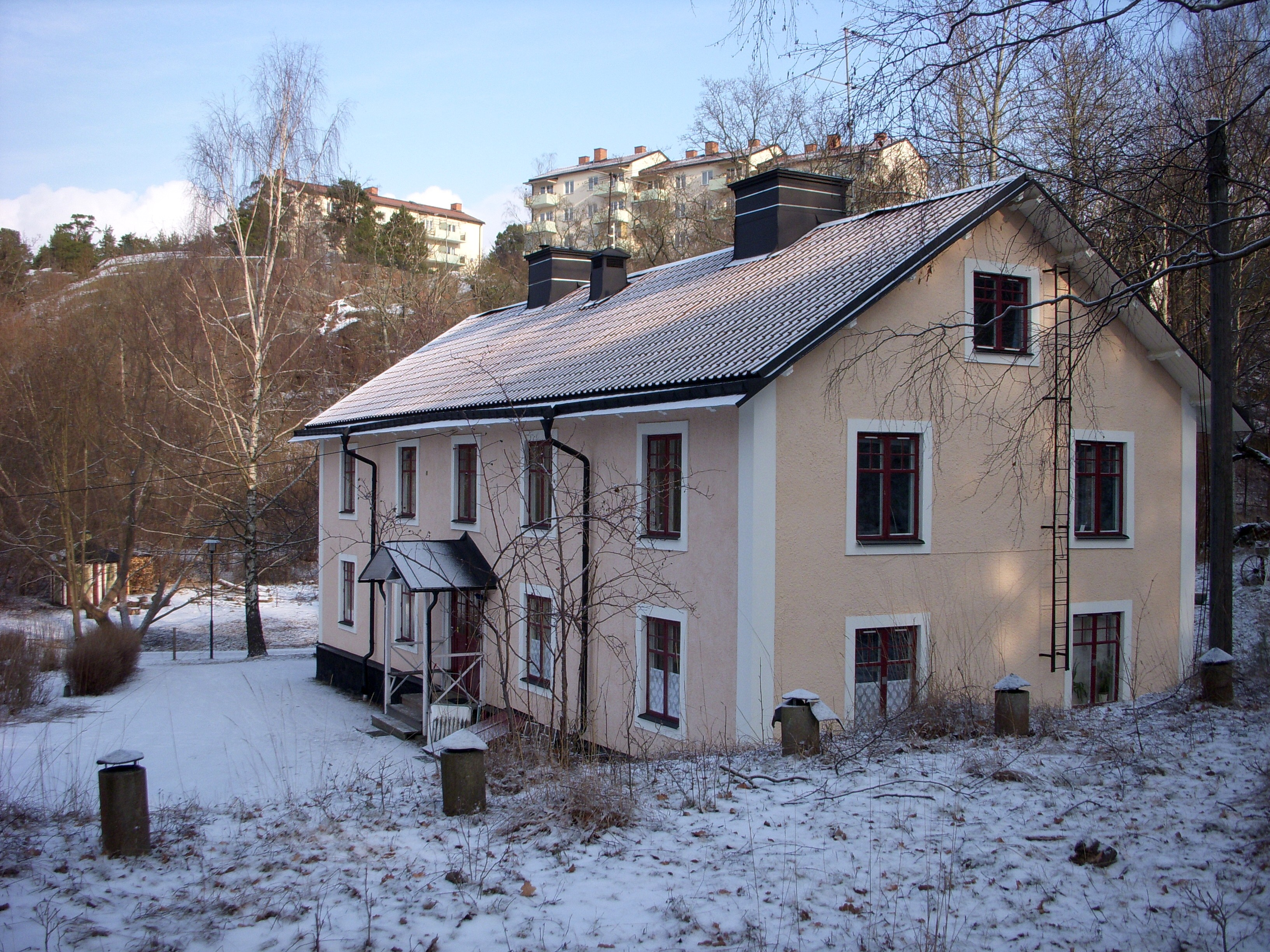
"Röda Villan"
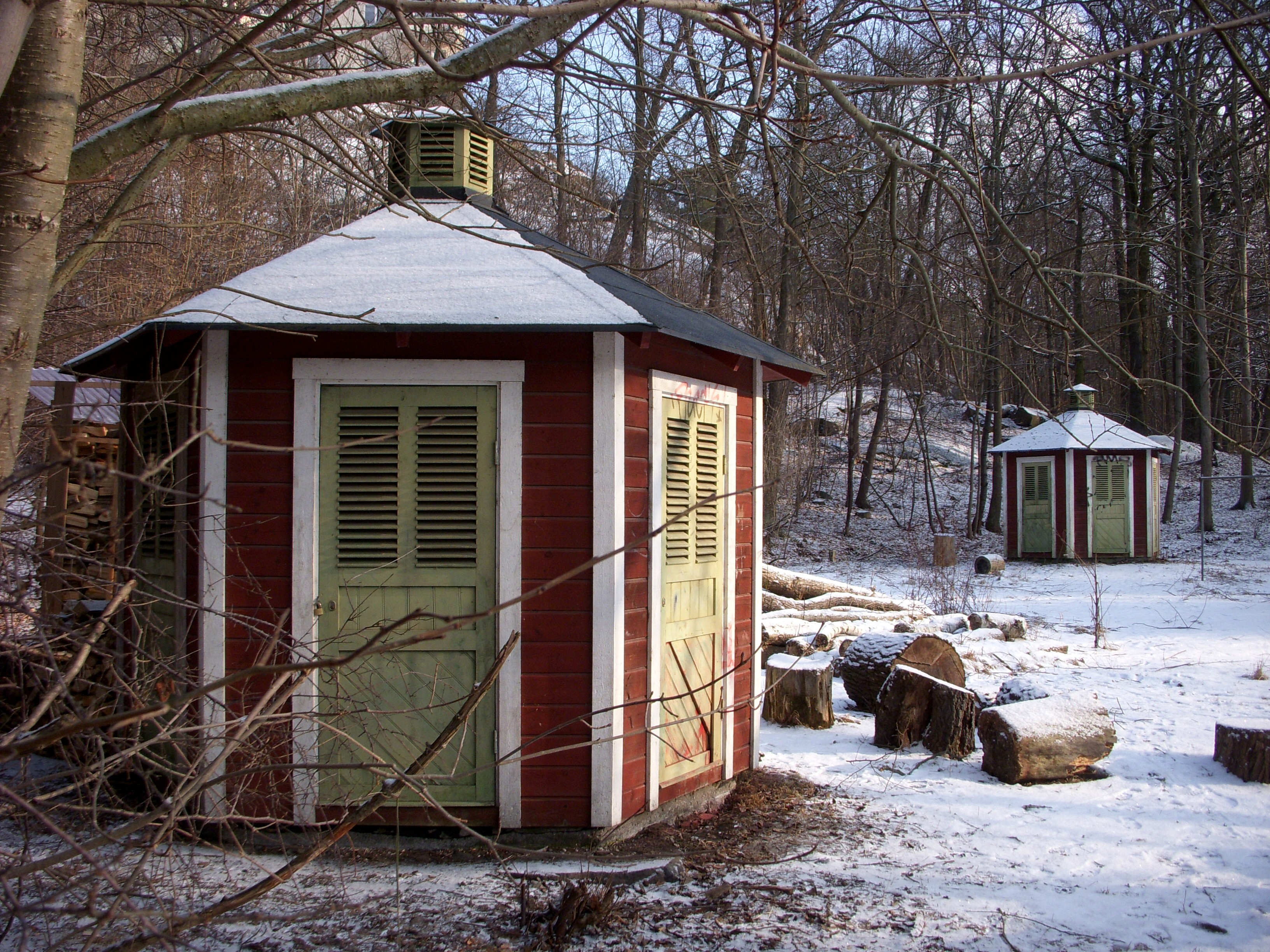
Utedassen